# Canscora andrographioides
Canscora andrographioides là một loài thực vật có hoa trong họ Long đởm. Loài này được Griff. ex C.B.Clarke mô tả khoa học đầu tiên năm 1875.